# Балбашевский, Иван Леонардович
Ива́н Леона́рдович Балбаше́вский (15 октября 1868 — после 9 мая 1919) — русский архитектор, военный инженер.

## Биография
Уроженец Тифлисской губернии. Из потомственных дворян. Римско-католического вероисповедания. Отец — Балбашевский Леонард Иванович, братья — Леонард, Валериан, Николай и Константин. Окончил Тифлисский кадетский корпус. Прошёл курс обучения в Николаевском инженерном училище (1886—1889), которое окончил по 1 разряду. Поручик (1891). Командирован в Санкт-Петербург (1892) для сдачи вступительного экзамена в Николаевскую инженерную академию. Зачислен в число сверхштатных обучающихся. После года обучения переведен в число штатных обучающихся. Окончил 2 класса с дополнительным курсом Инженерной академии (1895) по 1 разряду. Военный инженер. Штабс-капитан. Зачислен в Санкт-Петербургское крепостное инженерное управление (1895). Штатный офицер для поверки проектов и смет Инженерного управления Петербургского Военного округа (1897). Переведён на службу в Санкт-Петербургскую инженерную дистанцию (1899—1905). Штаб-офицер для особых поручений Инженерного управления Петербургского (1905). Подполковник (1905). Работал архитектором АО «Вестингауз» (1900—1917). Вёл строительство по Военному ведомству (1906—1910-е). Участвовал в сооружении первой очереди городского трамвая. Спроектировал здания Неприкосновенного запаса и приемного покоя лейб-гвардейского Семёновского полка. Специалист в области применения железобетонных конструкций, мастер модерна и неоклассицизма, член Русского научно-технического общества. Полковник (1909). Вышел в отставку по военному ведомству (1911). Остался в Советской России. Арестован (9.5.1919). Расстрелян. Реабилитирован (2010).

### Семья
- Жена Мария Михайловна – дочь М. М. Загю.
- Дети: Владимир (1893—1945), Нина (род. 1895), Наталья (род. 1895), Татьяна (род. 1901), Борис (род. 1905), Георгий (род. 1906).

Жена и дети православного вероисповедания. Семья эмигрировала в Бразилию.

## Проекты в Санкт-Петербурге
Наиболее значительные постройки в Петербурге:
- Производственные здания акционерного общества «Вестингауз». Прилукская ул., 2 — Воронежская ул., 65х (1898—1899)[4]
- Доходный дом С. Д. Катеринич. Добролюбова пр., 3 (1904—1906)[5]
- Комплекс казарм Семеновского и Егерского полков. Рузовская ул., 10—12В; 14, 14А (1906)[6][7][8][9]
- Комплекс зданий 1-го железнодорожного батальона в Подъездном переулке:
  - Офицерский флигель при Императорском железнодорожном павильоне. Подъездной переулок, 9А (1906)[10]
  - Казармы. Подъездной переулок, 5 (1906)[11]
  - Здание штаба. Подъездной переулок, 7 (1906)[12]
  - Казармы нижних чинов. Подъездной переулок, 11 (1906)[13]
  - Офицерский корпус. Подъездной пер., 3 (1908-1909)[14]
  - Казармы. Подъездной пер., 13 (1908—1909)[15]
  - Казармы учебной команды - Офицерский корпус. Подъездной пер., 17 (1911)[16]
  - Казармы учебной команды 1-го железнодорожного батальона. Подъездной пер., 19 (1911)[17]
- Здание Обер-офицерской гауптвахты. Петропавловская крепость, 3 (1907)[18]
- Торговые павильоны и ворота. Восстания ул., 14 (1909)[19]
- Казармы, офицерский корпус, гараж и службы 1-й автомобильной роты. Подъездной пер., 8, 16, 18 (1909—1911)[20][21]
- Здание «Палас-театра» (внутренняя перестройка и расширение). Итальянская ул., 13 (1910)[22]
- Дом Общества для заклада движимых имуществ (завершение постройки). Литейный пр., 29 (1911—1912)[23]
- Доходные дома И. Л. Балбашевского. Боровая ул., 106 — Расстанная ул., 2 (1911—1914)[24][25][26][27]
- Доходный дом Гвардейского экономического общества. Мойки наб., 36 — Волынский пер., 1 (1912)[28]
- Малый зал торгового здания Гвардейского экономического общества (левая часть). Большая Конюшенная ул., 21-23 (1912)[29]
- Комплекс зданий Военно-автомобильной школы. Подъездной пер., 4, 6, 10 — Пионерская пл. (1914—1916)[30][31][32]